# سيرجيو أوسكار ألميرون
سيرجيو أوسكار ألميرون (بالإسبانية: Sergio Oscar Almirón) هو لاعب كرة قدم أرجنتيني في مركز الهجوم، ولد في 20 سبتمبر 1986 في مدينة سان نيكولاس دي لوس آرويوس في الأرجنتين. لعب مع أوليمبيا أسونسيون ونيولز أولد بويز.

## وصلات خارجية
- سيرجيو أوسكار ألميرون على موقع قاعدة بيانات كرة القدم.إي يو (الإنجليزية)
- سيرجيو أوسكار ألميرون على موقع Soccerway.com (الإنجليزية)